# L'Épine (Marna)
L'Épine è un comune francese di 662 abitanti situato nel dipartimento della Marna nella regione del Grand Est.

## Società

### Evoluzione demografica
Abitanti censiti